# Büdös pöfeteg
A büdös pöfeteg vagy sötét bimbóspöfeteg (Lycoperdon nigrescens) a csiperkefélék családjába tartozó, Európában és Észak-Amerikában elterjedt, lombos- vagy fenyőerdőkben élő, kellemetlen szagú gombafaj. 

## Megjelenése
A büdös pöfeteg termőteste 2-3,5 cm magas, 2-4 cm széles, körte alakú. Felszínét 1-2 mm-es piramis alakú, kissé hajlott, szögletes, csúcsukon barnuló vagy feketedő tüskék borítják, melyek lehullva a belső burkon hálószerű, recés mintázatot hagynak maguk után. Színe fiatalon fehéres, szürkésfehéres, később barna vagy sötétbarna. Húsa fiatalon fehér és kemény, idővel sárgásbarnává, majd a spórák érésével sötétbarnává, porzóvá válik. Szaga enyhe, kellemetlen, világítógázra emlékeztet. 
Spórapora olívabarna. Spórái 4-4,5 µm-esek, gömb alakúak, felületük gyengén ripacsos, faluk vastag. 
Tönkje 1-2 cm magas és 1,5 cm vastag. Színe olyan, mint a termőtesté, de tüskéi rövidebbek. 

### Hasonló fajok
Fiatalon a teljesen fehér bimbós pöfeteggel; később a barnás rokonaival, pl a barnás pöfeteggel lehet összetéveszteni. 

## Elterjedése és termőhelye
Európában és Észak-Amerikában honos. Magyarországon ritka. 
Inkább a fenyveseket kedveli, de előfordulhat lombos erdőkben és réteken is. Augusztustól októberig terem. 
Fiatalon ehető, de nem túl ízletes és szaga kellemetlen.   

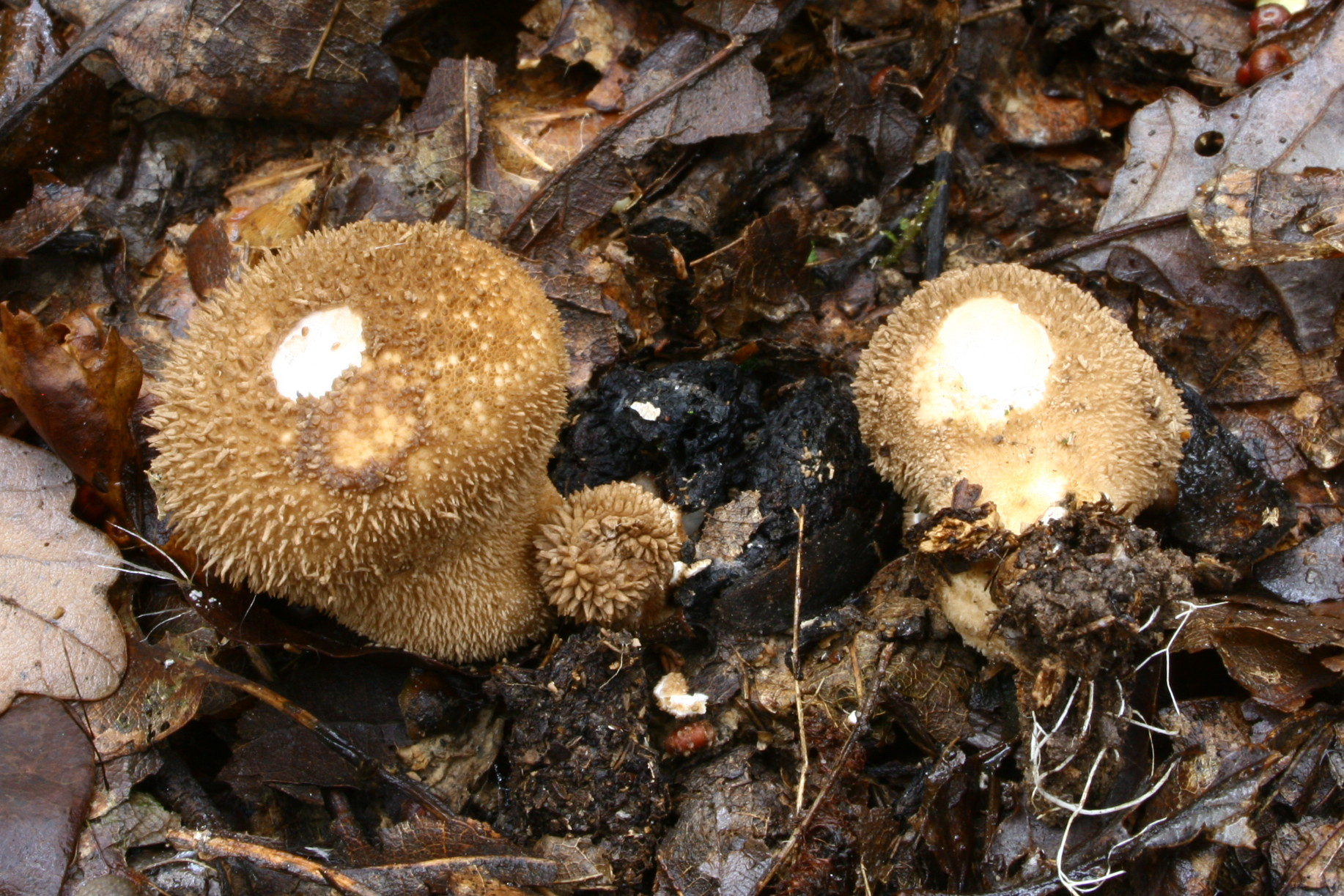
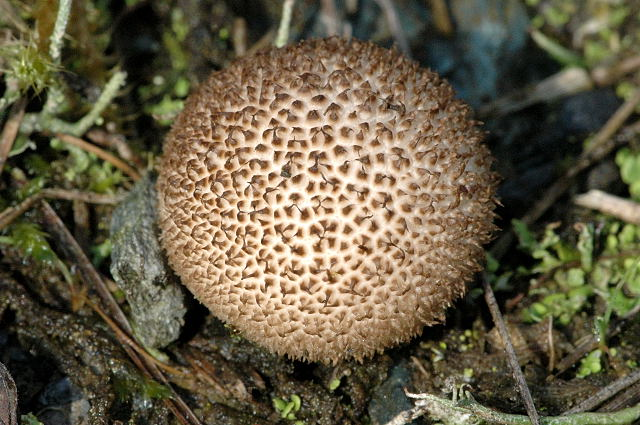
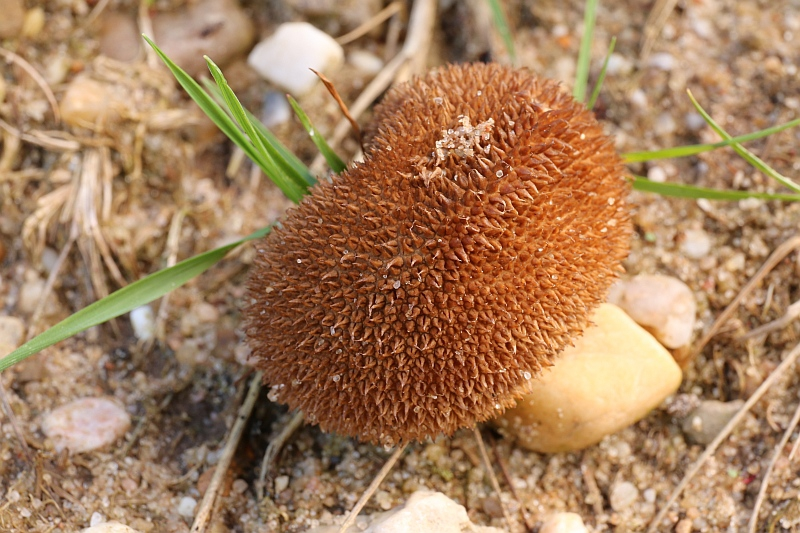
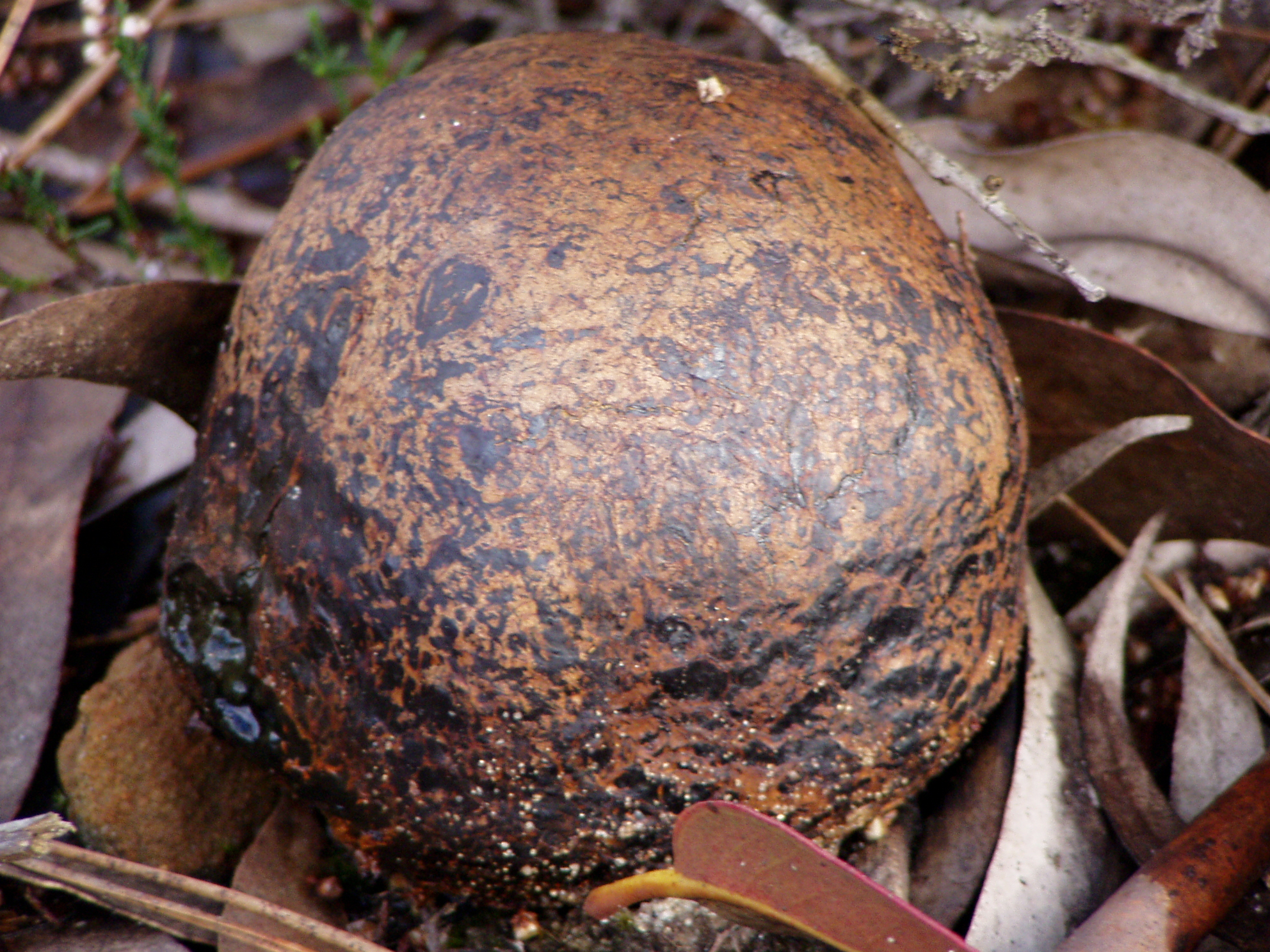